# Répons
Un répons (le s ne se prononce pas) est à l'origine un chant alterné entre un chantre soliste et un chœur, utilisé dans un office liturgique, et participant en particulier du chant grégorien.
Cette forme, qui remonte aux premiers siècles du christianisme, devint musique savante, à partir de la Renaissance, à la suite du grand développement de la polyphonie.
Avec l'antienne, ce genre demeure toujours chant officiel dans la liturgie de l'Église. Le caractère typographique ℟  sert à introduire un répons dans les livres utilisés dans la liturgie.

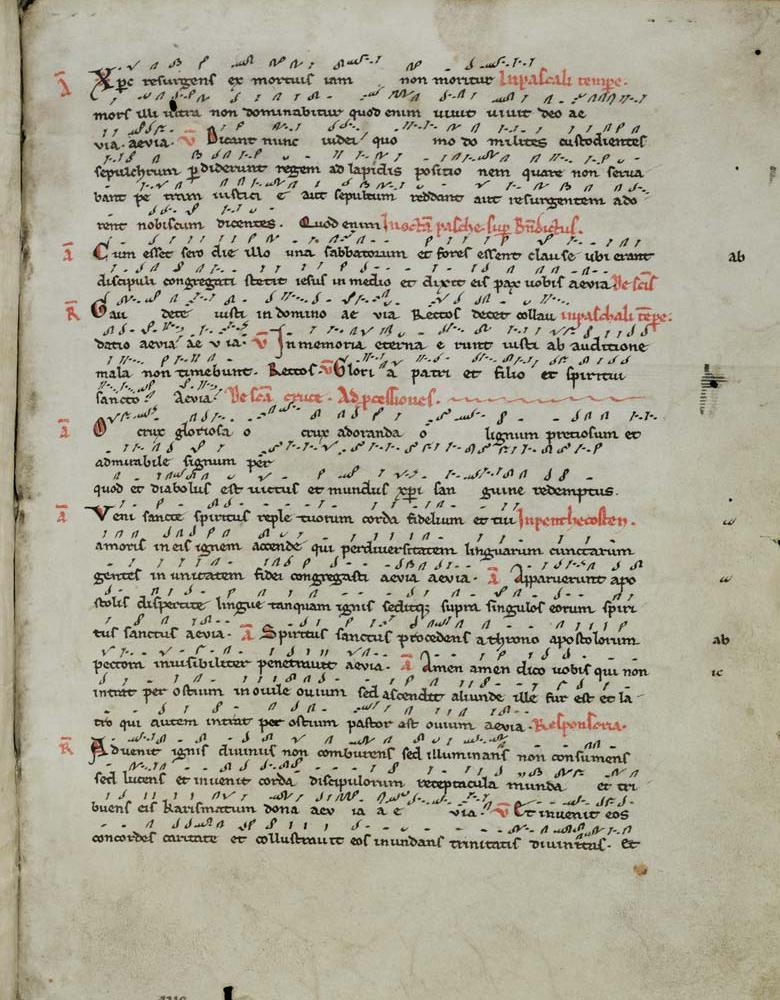
Antiphonaire de Hartker (bibliothèque de l'abbaye de Saint-Gall manuscrit no 391, vers 1000), le meilleur antiphonaire grégorien, folio no 9. On y trouve 2 répons (Ṝ) avec leurs versets (Ṽ) ainsi que plusieurs antiennes (Ā) sans verset. À la fin du premier répons, le deuxième verset se présente sous l'aspect de la doxologie de fin : Gloria patri et filio et spiritui sancto. Amen.

## Terme
Le mot répons ainsi que celui du latin responsorium sont issus du terme latin respons, qui signifie aussi réponse. Donc, il s'agissait, à l'origine, du chant avec réponse.
Dans la langue française, les deux s devinrent muets, et le premier fut remplacé par un accent aigu, tel l'accent circonflexe. De fait, les deux premiers dictionnaires de l'Académie française (1694 et 1718) employaient encore respons tandis qu'à partir de 1740, l'orthographe répons fut établie.   

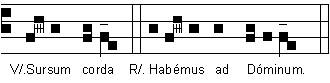
Signes typographiques V/ et R/.

L'emploi dans les documents français au XIIe siècle ne possédait pas encore le sens strict et n'était pas encore distingué du mot antienne. Au contraire, les livres de chant tel l'antiphonaire utilisaient leur signe typographique « ℟ », afin de distinguer plus facilement la fonction des chants : antienne (A/ ou Ā), répons (℟, R/ ou Ṝ) ou verset (℣, V/ ou Ṽ). Très utiles, ces signes restent en usage jusqu'ici.

## Historique
Le musicologue grégorien Peter Wagner considérait que l'origine du répons remonte aux premiers siècles du christianisme et qu'il s'agit du chant le plus ancien de la messe. Durant ces trois siècles, la célébration chrétienne n'était en effet autre que l'imitation de celle du judaïsme : lecture de la Parole de Dieu, suivie de la réponse ainsi que du chant par soliste. 
Ces réponses et chant se composaient, notamment selon saint Augustin d'Hippone, des psaumes.
Une fois la célébration en latin établie au IVe siècle, le chant très orné après la lecture était cependant toujours assuré par soliste. Toutefois, en 595, saint Grégoire Ier († 604) ordonna avec son décret que les chantres n'exécutent plus ce chant mélismatique en vieux-romain après la lecture, car ceux-ci avaient tendance à oublier une autre obligation, la distribution des aumônes aux pauvres. 
Pareillement, l'usage du répons dans les offices fut établi, surtout dans la règle de saint Benoît (vers 530), soutenue et recommandée tardivement par saint Grégoire. Au contraire, l'antiphonaire de Bangor (vers 680), manuscrit le plus ancien selon la règle de saint Colomban, ne contient aucun répons.  
Donc, le répons, chant développé et exécuté par soliste, était effectivement établi auprès du rite romain.
Grâce à ses œuvres en détail, Amalaire de Metz († 850) demeure un autre témoin important, celui du répons en vieux-romain et du chant grégorien, tous les deux. Surtout, ce prêtre-musicologue s'aperçut que le répons en vieux-romain ne répétait que la seconde moitié de leur refrain initial ((B) au lieu de (A) / (B)), une troisième fois, à savoir après le verset Gloria Patri. En revanche, selon lui, les chantres romains répétaient entièrement le répons des matines de Noël Hodie vobis cœlorum alors que les religieux de Francs ne reprenaient que la deuxième moitié, à partir de Gaudet. Il n'existait pas de règle concrète.
En raison de ses qualités musicales et caractéristiques théologiques, le répons grégorien commença à remplacer d'autres chants liturgiques. Ainsi, un certain nombre de répons grégoriens, composés au royaume carolingien, furent adoptés même à Rome, entre 840 et 1140 environ, à l'exception du Vatican.
Ensuite, l'exécution du répons par plusieurs chantres fut constatée à Rome au XIIe siècle. Il s'agissait de ceux qui pratiquaient le chant grégorien. Au début du XIIIe siècle, ce dernier dont son répons devint finalement le chant officiel du Saint-Siège.

## Fonction et catégories
Dans les célébrations de l'Église catholique, le répons demeure toujours non seulement important mais également officiel depuis le Moyen Âge. Sa fonction ressemble à celle de l'antienne et ces deux genres se trouvent souvent dans le même document liturgique, tel l'antiphonaire. De fait, les deux chants accompagnent, à l'origine, les textes bibliques importants. 
Alors que l'antienne s'accompagne normalement de la psalmodie, le répons est exécuté après la lecture de la Bible. De surcroît, le répons se distingue en raison de son verset effectivement développé. Il existe quelques exemplaires entre les deux catégories. Ainsi, le chant vieux-romain comptait au moins 38 antiennes de communion avec verset, malgré peu de manuscrits restants. Mais on classifie ceux-ci en tant qu'antiennes, faute de lecture précédente.   
D'après leurs fonctions, les répons sont normalement classifiés en trois catégories : usage en faveur de la messe, il s'agit du répons graduel ; pour les offices, le répons prolixe ainsi que le répons bref. 

### Répons graduel

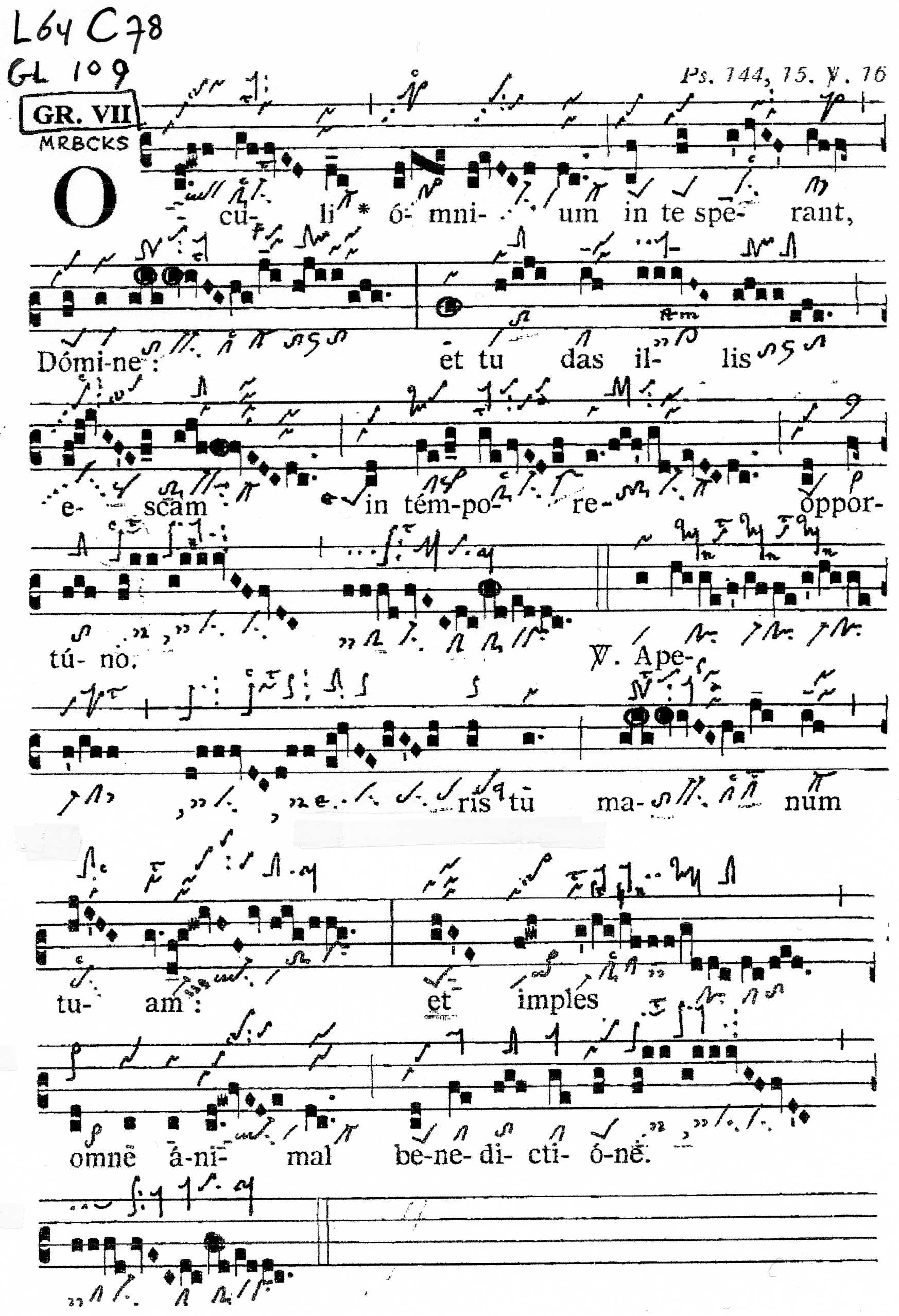
Répons graduel Oculi omnium, notation accompagnée des neumes sangallien et de ceux du manuscrit Laon 239, dans laquelle l'articulation raffinée est immensément précisée (Graduale triplex (1979)).

Le répons graduel ou graduel grégorien est la pièce exécutée entre la première lecture et l'Évangile de la messe. Le terme graduel est issu du latin gradus, qui signifie marche, degré, mot destiné aux psaumes graduels (de 119 à 133), lors des pèlerinages vers Jérusalem, montrants. 
En conséquence, pour le répons, ce terme graduel indique une solennité pour l'emplacement un peu élevé, lorsque l'on chante le répons graduel à l'ambon. Littérairement, il s'agit d'une procession en faveur de l'Évangile vers les degrés.     
Ce répons est chanté, pour la première partie, par toute l'Assemblée ou le chœur, grand ou petit, et suivi d'un verset par le chantre. Il est possible de reprendre la première partie après le verset, afin de respecter mieux la nature responsoriale. 
Au regard du dimanche, le répons graduel est exécuté entre la première lecture et la deuxième, à l'exception du temps pascal durant lequel un premier alléluia remplace le répons. Dans la forme ordinaire du rite romain, on peut chanter à sa place le psaume responsorial prévu par le missel romain (c'est même ce qui est fait dans la plupart des paroisses), mais le missel mentionne explicitement la possibilité de chanter le répons graduel entre les deux lectures.
Bien entendu, les œuvres se trouvent dans le graduel et leurs textes sont normalement issus du psautier. Exécuté avant l'Évangile, tel le jubilus de l'alléluia, le répons graduel est la pièce la plus ornée du répertoire du chant grégorien,. Il est normal que le soliste soit seulement capable de chanter correctement celui-ci.

### Répons prolixe

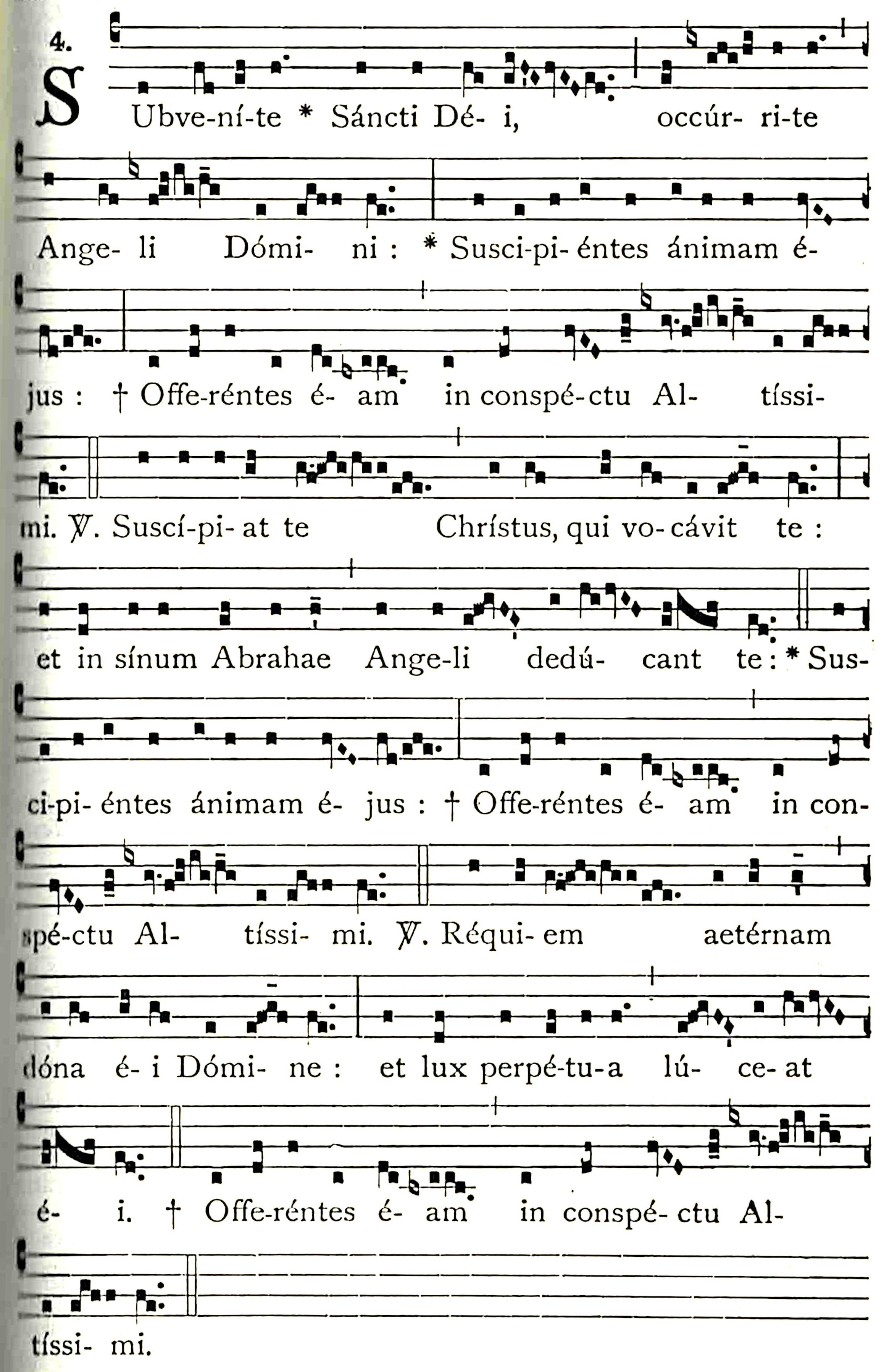
Exemple de répons prolixe : Subvenite.

Parmi les répons réservés aux offices, le répons prolixe est celui qui est consacré aux matines.
S'il est probable que la pratique du répons est effectivement ancienne, c'était saint Benoît de Nursie qui précisait sa pratique dans la règle de son ordre, établie vers 530. À la différence d'autres offices du jour, lors des matines (appelés vigiles dans la règle), les trois lectures s'illustrent avec des commentaires des docteurs orthodoxes et des pères de l'Église, sauf la période entre Pâques et le 1er novembre en raison de la brièveté des nuits (chapitres XII - XIII). C'est la raison pour laquelle les répons des vigiles se distinguent particulièrement. 
La fonction et la structure du répons prolixe ressemblent à celles du répons graduel et restent assez importantes dans cette célébration. Ce répons comporte un texte d'une certaine étendue et d'une grande richesse musicale. Tout comme le répons graduel, celui de l'office a parfois tendance à une forme écourtée. Mais normalement, le répons prolixe était plus développé, avec plus de répétitions de phrase, l'adoption de plusieurs versets ainsi que la doxologie Gloria Patri. 
D'après la règle de saint Benoît, les trois leçons suivies des répons, en semaine, sont surtout remplacées par trois séries de quatre textes bibliques (y compris donc 12 répons) lors de l'office du dimanche et des fêtes sans travail. Avec cette augmentation, l'importance du répons se distinguait.
Quelques (rares) répons prolixes sont chantés à d'autres occasions que les matines, et présentent alors l'avantage d'expliciter le schéma de répétition, pour des interprètes a priori peu familiers avec le chant des matines. On peut noter parmi eux le très émouvant subvenite de l'office des morts, ci-contre, par lequel on dit un dernier adieu au défunt avant de refermer sa tombe :
A/. Subvenite sancti Dei, occurrite angeli Domini : * suscipientes animam eius : † offerentes eam in conspectu Altissimi.
A/. Venez, saints de Dieu, Accourez, anges du Seigneur, * prenez son âme, † présentez-la devant la face du très-haut.
V/. Suscipiat te Christus qui vocavit te, et in sinum Abrahae angeli deducant te.
V/. Que le Christ qui t’a appelé te reçoive, et que les anges te conduisent dans le sein d’Abraham.
V/. Requiem aeternam dona ei, Domine: et lux perpetua luceat ei.
V/. Donne-lui, Seigneur, le repos éternel, et que la lumière perpétuelle l’illumine.
La manière de le chanter, explicitée dans l'illustration ci-contre, est la suivante :
1. Le répons s'ouvre par une antienne (A/.) très mélismatique, dont la composition est libre, et qui est décomposée ici en trois segments (d'autrefois en deux segments) par la marque d'une médiane (*) et d'une flexion († si trois segments), médiane et flexion étant de simples repères pour la suite (et n'ont rien à voir avec les signes marquant la psalmodie des psaumes). La première fois l'antienne est chantée intégralement.
2. Suit le verset (V/.), qui est de même chanté intégralement. Contrairement à l'antienne, la psalmodie du verset n'est pas libre, mais se fait (généralement) suivant une mélodie-type, très ornée, avec initiale, teneur accentuée et finale pentasyllabique, dont la nature dépend du mode de l'antienne. En pratique, la complexité de cette mélodie-type, et les nombreux cas particuliers susceptibles d'être rencontrés, font que ce verset est toujours explicitement noté (ou mémorisé) ; il serait irréaliste d'exiger d'un chantre qu'il puisse psalmodier à vue un texte a priori inconnu (ce qui reste faisable pour les autres types de psalmodie).
3. À la fin du verset on reprend non pas toute l'antienne, mais uniquement son second segment (à partir de la marque *, jusqu'à la marque † exclusivement), c'est la « réclame » (dans le sens d'une déclamation renouvelée).
4. Vient ensuite, normalement, le verset de conclusion du Gloria Patri à la gloire de la Trinité (Doxologie). Comme nous sommes ici dans le contexte de l'office des morts, le texte du verset est remplacé par la prière « Requiem aeternam dona ei, Domine: et lux perpetua luceat ei ». Quel que soit ce texte, il est chanté « en principe » sur la même mélodie-type que celle du verset, en fonction du mode de l'antienne. En réalité, le texte du Gloria Patri est beaucoup plus compact qu'un verset standard, ce qui demande d'en adapter la formule-type, qui de ce fait est souvent plus simple que le verset de la mélodie-type dans le cas général. D'autre part, dans l'office des lectures, les versets du Gloria pour les répons prolixes (donnés par un Responsoriale) sont donnés par une table, et ne sont pas reproduits dans le répons proprement dit du Responsoriale, ce qui peut induire à confusion sur l'interprétation de la pièce.
5. Vient ensuite la reprise partielle ou totale de l'antienne en conclusion. Dans les pièces où l'antienne à trois segments, comme c'est ici le cas, c'est simplement le troisième segment (à partir de †) qui est alors chanté. Lorsque l'antienne n'a que deux segments, la reprise porte alors sur l'intégralité de l'antienne.

### Répons bref
Tout comme sa dénomination bref, il s'agit d'un court chant de méditation après la lecture brève (capitule), dans les offices des laudes, vêpres, donc offices principaux, ainsi que complies. Ce sont normalement des répons psalmiques,. L'usage du répons était de même précisé dans la règle de saint Benoît. Saint Benoît de Nursie ne mentionnait pas cependant de répons au regard des complies. Mais, tardivement établie, la Présentation de la liturgie des Heures actuelle, article 89, indique que, lors de la célébration des complies, on exécute le répons bref In manus tuas (En tes mains, Seigneur) après la lecture et avant le cantique. 
L'article 172 précise que le répons bref est exécuté, même si plus simplement, de sorte que la parole de Dieu pénètre plus profondément dans l'esprit de l'auditeur ou du lecteur. 
Au regard de sa forme musicale, le répons bref n'est autre qu'un chant assez simple, caractérisé du type syllabique et à la rythmique élémentaire.  
Au IXe siècle, son exécution était plus solennelle. Amalaire de Metz († 850) précisait : un soliste chantait le texte principal duquel la phrase et la mélodie étaient décomposables en deux membres ; le chœur la répondait tout entière ; le soliste chantait le verset, que le chœur concluait par la seconde phrase de répons ; le soliste chantait la doxologie Gloria sur la mélodie du verset ou sur la mélodie semblable ; le soliste puis l'Assemblée ou le chœur reprenaient le texte tout entier.
- exemple, Scuto circumdabit te :

1. chantre : Scuto circumdabit te (A) / Veritas ejus (B)
2. chœur : (A) / (B)
3. chantre : Non timebit a timore nocturno (c, verset)
4. chœur : (B)
5. chantre : Gloria patri et filio et spiritui sancto (d, doxologie)
6. chantre : (A) / (B)
7. chœur : (A) / (B).

De nos jours, il comprend normalement le texte principal, puis un verset, et une doxologie Gloria patri. Ces trois parties sont chantées sur une ligne mélodique (une « corde ») récitative, avec des inflexions stéréotypées et fixes. Le répons bref est donc une forme proche de la psalmodie. Parfois une même mélodie est attribuée à plusieurs répons, en dépit d'une forte tendance du chant grégorien, variée.
Ainsi, lorsque l'on chante l'Ave Maria en répons bref (mode VI), son exécution est différente de celle de l'antienne (mode I), plus fréquemment chantée et sans refrain : 
1. Ave Maria, gratia plena (A) / Dominus tecum (B)
2. (A) / (B)
3. Benedicta tu in mulieribus, et benedictus fructus ventris tui (verset)
4. (B)
5. Gloria patri et filio et spiritui sancto
6. (A) / (B).

Certains musicologues considèrent que le répons bref peut être l'origine du rondeau, en raison de quelques caractéristiques identiques, y compris sa composition. De fait, certains répons brefs tel le Salve virgo virginum possèdent une structure mélodique semblable.

## Répons monodique

### Caractéristique du répons en grégorien

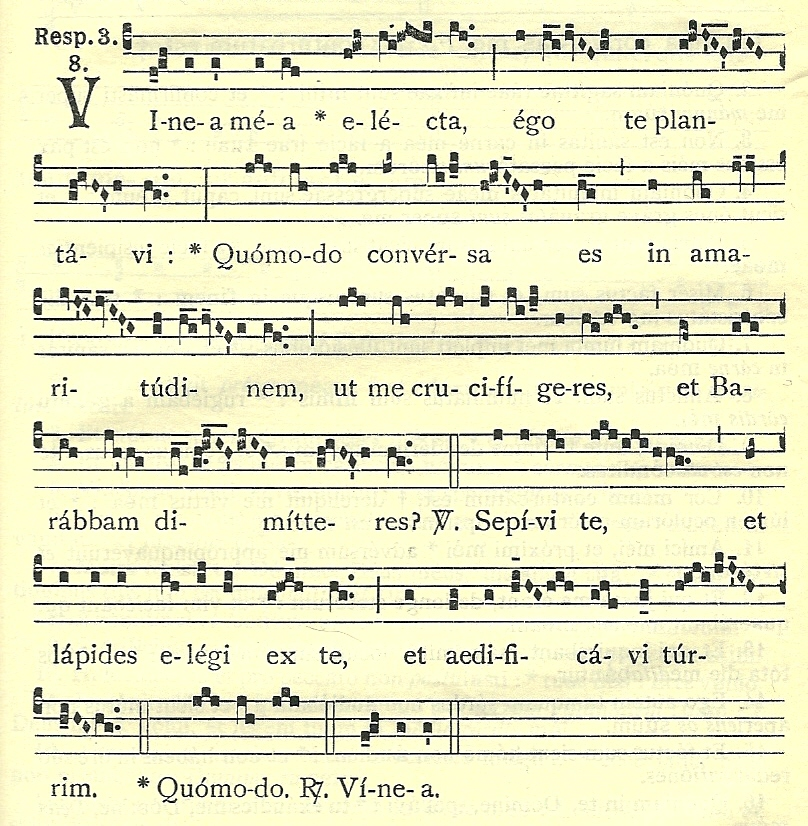
Le texte principal du répons (dit corpus du répons) est suivi de verset(s), chanté par le(s) soliste(s). Puis, le chœur retient le texte principal en refrain (dit réclame). D'ailleurs, le répons lui-même se divise normalement en deux parties, distinguées par un astérisque dans la notation.

À l'exception du jubilus, mélisme sans paroles développé pour l'alléluia, le répons demeure chant le plus orné et le plus développé dans le répertoire du chant grégorien. C'est la raison pour laquelle le répons conserve une immense musicalité.
Normalement réservé à la schola ou aux chantres (solistes), le répons se compose fréquemment de la mélodie mélismatique. Cette caractéristique se trouve non seulement dans le chant grégorien mais également auprès du chant ambrosien et du chant vieux-romain. En 1891, Dom André Mocquereau de l'abbaye Saint-Pierre de Solesmes comparait ces trois traditions dans la revue Paléographie musicale tome II (p. 6 - 8). Par ailleurs, à cette époque-là, le chant vieux-romain n'était pas identifié. C'est pourquoi Dom Mocquereau employait le manuscrit Vatican 5319 :
- répons A summo celo, notations en ambrosien (A.), en grégorien (G.) ainsi qu'en vieux-romain (V.) : [notation en ligne]

Mais la musicalité du répons était plus aisément améliorée dans le chant grégorien, plus tardivement composé. Les compositeurs grégoriens n'hésitaient pas à accroitre l'ampleur mélodique en faveur des versets des répons confiés aux solistes. Les courbes mélodiques se développaient notamment aux finales des versets. Il ne s'agissait plus de l'amplification simple sur un ou deux accents quelconques,  mais du développement sur le cursus planus formé de deux paroxytons, dont le second est un trisyllabe. 
Au regard des modes, le répons s'illustre souvent de deux cordes et parfois trois, alors que l'antienne respecte toujours une seule corde en raison de sa cohérence avec la psalmodie. Il existe donc plus de musicalité dans le répons, s'il demeure toujours diatonique.

## Reprises musicales

### Renaissance
L'intense musicalité des répons grégoriens inspira, à la Renaissance, un certain nombre de compositeurs et donna naissance à de nombreux chefs-d'œuvre polyphoniques.
Il s'agissait notamment des répons en usage dans les célébrations de la semaine sainte :
- Jean L'Héritier (1480-1551) : Répons
- Giovanni Pierluigi da Palestrina (vers 1525-1594) : Responsoria Tridui Sacri à 4 voix[16] [écouter en ligne : répons O vos omnes]
- Tomás Luis de Victoria (1548-1611) : Officium Hebdomadæ Sanctæ, Rome 1585[17] [écouter en ligne (version intégrale, CD2)]
- Carlo Gesualdo (1566-1613) : Responsoria et alia ad officium Hebdomadæ Sanctæ spectantia

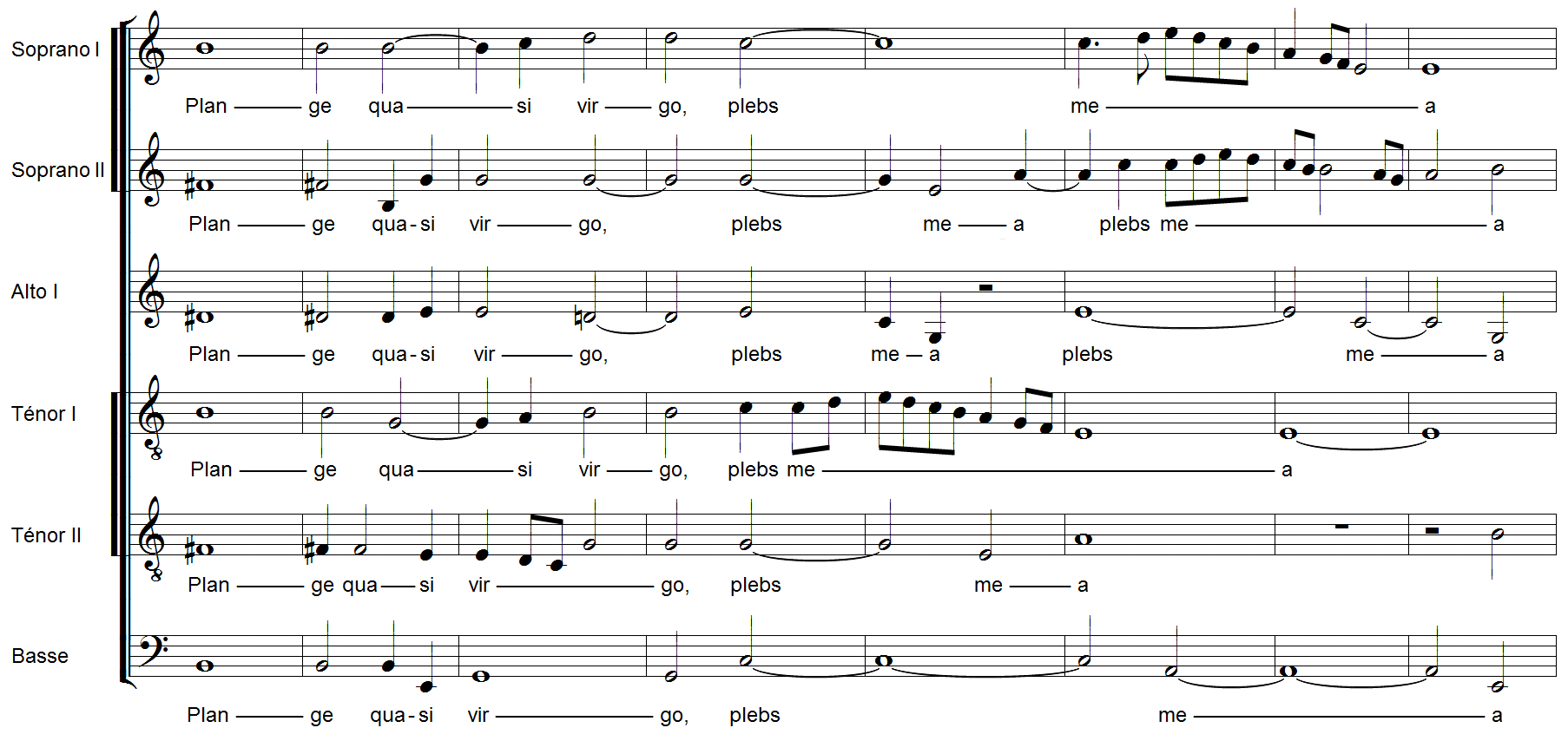
Répons Plange quasi Virgo de Carlo Gesualdo.

Outre-Manche, Thomas Tallis, William Byrd, compositeurs restés catholiques, écrivaient leurs répons sur le chant grégorien, en dépit d'une situation difficile sous le règne d'Élisabeth Ire, qui manifestait cependant une certaine tolérance religieuse. John Sheppard, quant à lui, composa ses œuvres selon les deux rites, rite de Sarum et rite anglican. Ainsi, Sheppard compta lui aussi parmi les compositeurs de répons :
- Thomas Tallis (1505-1585) : répons Audivi vocem de cælo[18] [écouter en ligne]
- John Sheppard (vers 1515-1558) : Répons, publiés en 1977 Responsorial Music (éd. par David Chadd), dans la série Early English Church Music, tome XVII[19]
- William Byrd (vers 1540-1623) : répons Emendemus in melius[20] [écouter en ligne]

### Musique baroque
Les répons ont été à l'époque de la musique baroque modernisés principalement par plusieurs compositeurs français. Sous le règne de Louis XIV, les musiciens développèrent la version française des Leçons de ténèbres dont le style les rapprocha du motet (chant accompagné d'instruments). Parmi de nombreux compositeurs, il faut citer la contribution majeure de Marc-Antoine Charpentier avec plus de 50 pièces composées pour l'Office des Ténèbres. Il est le seul à avoir composé des répons. De François Couperin nous sont restées trois Leçons, 9 de Michel Lambert, 3 de Nicolas Bernier et de Michel-Richard de Lalande, ses troisièmes leçons du mercredi, du jeudi et du vendredi (S118, 121 et 124). Celles de Jean-Féry Rebel et de Louis-Nicolas Clérambault sont perdues.
- Marc-Antoine Charpentier (1643-1704) : Les Répons, 19 compositions (H.111-119), (H.126-134) et H.144, dans les années 1670 - 1690[21] [écouter en ligne : trois leçons (version intégrale)]
- Michel-Richard de Lalande (1657-1726) : Leçons de ténèbres, S116 - 124 [écouter en ligne : leçon du mercredi Saint (S118)]
- François Couperin (1668-1733) : Leçons de ténèbres, 1714 [écouter en ligne : trois leçons (version intégrale)]

### Période classique
Au contraire, la musique de la période classique compte peu de compositions. L'œuvre de Haydn est considérée comme un cas particulier, étant donné que le répons Libera me, Domine n'est autre que l'une des pièces de la messe de Requiem sur le texte de laquelle de nombreux compositeurs avaient écrit leurs œuvres.
- Joseph Haydn (1732-1809) : répons Libera me, Domine, Hob XXIIb 1[22] [écouter en ligne]

### Musique contemporaine
Ce genre a inspiré des compositeurs contemporains. Toutefois, lorsqu'il s'agit de musique sacrée, l'œuvre est tout de même plus destinée au concert qu'à la liturgie.
- Max Reger (1873-1916) : 20 Répons (1911) pour l'église Luthérienne.
- Francis Poulenc (1899-1963) : Sept répons des ténèbres, commande de l'Orchestre philharmonique de New York pour l'inauguration du Lincoln Center, FP181, 1962[23] [écouter en ligne]
- Pierre Boulez (1925-2016) : Répons pour six solistes, ensemble de chambre, sons électroniques enregistrés et en direct, dédié À Alfred Schlee, pour son 80e anniversaire selon le compositeur, 1981 - 1984[24] [écouter en ligne]

- Une œuvre de Wolfgang Rihm est certes intitulée Répons pour voix de femme et ensemble[25]. Toutefois, son texte en grec ancien est tiré de l'Odyssée, d'Homère et n'a rien à voir avec une quelconque liturgie[26].

### Dictionnaires en ligne
- Robert Le Gall, Dictionnaire de liturgie : Répons
- Informations lexicographiques et étymologiques de « Répons »  dans le Trésor de la langue française informatisé, sur le site du Centre national de ressources textuelles et lexicales